# Liste der Bodendenkmäler in Scherstetten
Auf dieser Seite sind die Bodendenkmäler in der schwäbischen Gemeinde Scherstetten zusammengestellt. Diese Tabelle ist eine Teilliste der Liste der Bodendenkmäler in Bayern. Grundlage ist die Bayerische Denkmalliste, die auf Basis des Bayerischen Denkmalschutzgesetzes vom 1. Oktober 1973 erstmals erstellt wurde und seither durch das Bayerische Landesamt für Denkmalpflege geführt wird. Die folgenden Angaben ersetzen nicht die rechtsverbindliche Auskunft der Denkmalschutzbehörde.

## Bodendenkmäler der Gemeinde Scherstetten

### Bodendenkmäler in der Gemarkung Konradshofen
| Lage                    | Objekt | Akten-Nr.     | Bild |
| ----------------------- | --- | ------------- | ---- |
| Konradshofen (Standort) | Mittelalterliche und frühneuzeitliche Befunde im Bereich der Katholischen Pfarrkirche St. Martin in Konradshofen. Siehe auch: St. Martin (Konradshofen) | D-7-7729-0058 |      |

### Bodendenkmäler in der Gemarkung Scherstetten
| Lage                    | Objekt | Akten-Nr.     | Bild |
| ----------------------- | --- | ------------- | ---- |
| Scherstetten (Standort) | Abschnittsbefestigung vor- und frühgeschichtlicher oder mittelalterlicher Zeitstellung sowie Burgstall des Mittelalters. Siehe auch: Burgstall Bruderhof (Scherstetten) | D-7-7829-0038 |      |
| Scherstetten (Standort) | Mittelalterliche und frühneuzeitliche Befunde im Bereich der Katholischen Pfarrkirche St. Peter und Paul in Scherstetten. Siehe auch: St. Peter und Paul (Scherstetten) | D-7-7829-0061 |      |